# Afonowskaja
Afonowskaja (ros. Афоновская) – wieś w Rosji, w rejonie tarnoskim obwodu wołogodzkiego. W 2010 r. liczyła 125 mieszkańców.